# 11581 Philipdejager
11581 Philipdejager è un asteroide della fascia principale. Scoperto nel 1994, presenta un'orbita caratterizzata da un semiasse maggiore pari a 2,9762387 UA e da un'eccentricità di 0,0899437, inclinata di 10,09786° rispetto all'eclittica.